# Franz Feldner
Franz Feldner (* 29. September 1818 in Steinfeld; † 25. September 1879 in Villach) war ein österreichischer Notar, Rechtsanwalt und Politiker.

## Leben
Feldner war der Sohn des Braumeisters und Gastwirts Georg Feldner (* 31. August 1784; † 22. März 1843) und dessen Ehefrau Josefa geborene Hopfgartner. Er war römisch-katholisch und heiratete am 5. Oktober 1851 Nanette Janeschitz (* 1830). Aus der Ehe gingen keine Kinder hervor.
Feldner schloss sein Studium der Rechtswissenschaften mit der Promotion zum Dr. jur. ab und wurde 1848 Hof- und Gerichtsadvokat in Spittal an der Drau. Von 1851 bis 1865 war er dort auch Notar. Ab 1864 arbeitete er als Advokat in Villach.
Vom 6. April 1861 bis zu seinem Rücktritt am 17. November 1862 war er Abgeordneter im Kärntner Landtag.